# Shasou
Le terme Shasou apparaît dans les documents égyptiens dans la deuxième moitié du IIe millénaire av. J.-C., après la chute des Hyksôs. Il décrit des nomades, localisés d'abord en Transjordanie, puis dans le sud de Canaan. Ils sont encore cités dans une région plus au nord, autour de Megiddo et Bet-Shean, dans l'actuel Israël.

## Étymologie
Selon l'historien R. Givéon, le mot šȝsw pourrait dériver de l'égyptien « errer », de šȝs, « aller, passer au travers », ou du sémitique « voler, piller ». William Ayres Ward exprime une préférence pour l'origine égyptienne.
Il pourrait s'agir d'un terme désignant ceux qui se déplacent dans le désert, de la même manière que le terme arabe « Bédouins ». 
Le terme canaanéen šasah, « piller », témoignerait de la mauvaise réputation (maraudeurs, voleurs) associée à ce terme. De même, le papyrus Anastasi I témoigne de l'antipathie qu'ils inspiraient aux Égyptiens, reflétée également dans l'histoire de Joseph,.

## Les documents égyptiens
Le terme apparait dans des textes égyptiens, sous les règnes de Thoutmôsis III, Amenhotep II, Thoutmôsis IV, Amenhotep III, Akhenaton, Séthi Ier, Ramsès II, Mérenptah, et Ramsès III, entre le XVe et le XIIe siècle av. J.-C.
La première occurrence se trouve dans l'inscription biographique trouvée à El Kab de l'amiral Ahmôsé. Celui-ci déclare avoir fait des prisonniers shasou en servant le pharaon Âakhéperenrê Thoutmôsis II, vers 1490 av. J.-C. Les Shasou se trouvaient sur son chemin alors qu'il conduisait une expédition punitive vers le nord. Pour R. Givéon, le seul évènement pouvant expliquer l'apparition des Shasou à cette date est l'expulsion des Hyksôs (autour de 1550 av. J.-C.).
En l'an 39 de Thoutmôsis III, pendant sa 14e campagne, le pharaon combat les Shasou avant d'atteindre le Rétjénou. Ceux-ci se trouvent donc dans le sud de Canaan. D'après la grande liste du pharaon, ils se trouveraient plus précisément dans le Neguev (no 14 de la liste).
Les autres documents de la XVIIIe dynastie attestent de l'importance grandissante des Shasou en Canaan, par le nombre important de prisonniers (à l'époque d'Amenhotep II, une liste de prisonniers donne un nombre avoisinant la moitié de ceux de Kharou), puis par leur nomination aux côtés des plus grands ennemis de l'Égypte, comme Babylone ou Tehenou (Libye antique).
Pendant le règne d'Amenhotep III, une source des Shasou (En-Shasou) est évoquée à proximité de la ville biblique de Dothan. L'endroit est connu comme un lieu où les bédouins amènent leurs troupeaux. L'histoire de Joseph fait également mention de nomades qui viennent abreuver leurs bêtes à une source près de Dothan. 
Lors de la campagne de Séthi Ier, largement attestée comme un évènement historique par la présence de stèles de victoires retrouvées à Megiddo et Beth Shean, ils vivent dans une région fertile en eau et montagneuse entre Sileh à l'est du Sinaï et Pa-Canaan (peut-être la ville de Gaza ?). Le texte d'introduction du relief montrant les Shasous note :
« Les ennemis shasous complotent une rébellion ! Leurs chefs tribaux sont rassemblés, se tenant sur les collines de Khor, et ils sont engagés dans le trouble et le tumulte. Ils ne respectent pas leurs voisins, ils ne considèrent pas les lois du Palais ! »
Dans cette campagne, le pharaon affronte également les Apirou autour de Megiddo.

## Géographie

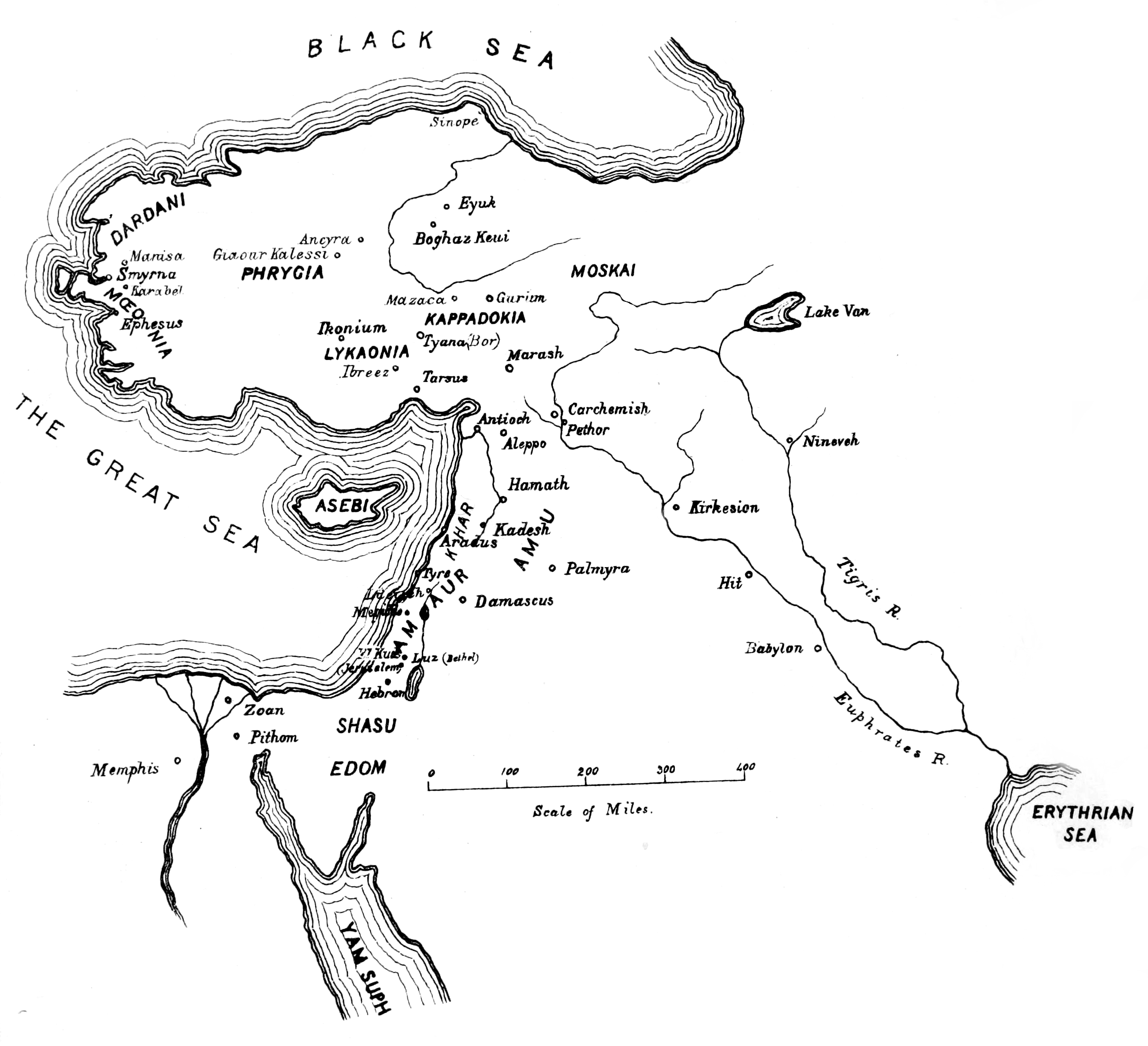
Proche-Orient archéologique où figurent les Shasu (publication 1886).

Les Shasou sont associés à des terres à l'est de l'Égypte : Sinaï, Canaan, Tranjordanie, Liban et Syrie. L'expression « terre des Shasou » est souvent employée. Quelques documents attestent leur présence au nord de Canaan, autour de Megiddo, voire en Syrie.
Dans le temple d'Amon à Soleb, une liste mentionne quatre toponymes associés à des déités : 
- tȝ š3-sw-w sȝ m-’-ti-i, terre des Shasous de Maati
- tȝ š3-sw-w y-h-wȝ-ȝ, terre des Shasous de Yhw
- tȝ š3-sw t-w-r-ÿ b-l, terre des Shasous de Bel
- bȝ-i-ti h ‘-[n-t], Bayt maison d'Anat[7]

Une liste de Ramsès III trouvée à Al-Amara (dans l'actuel Irak) reproduit une stèle plus ancienne datée du règne d'Amenhotep III. Elle donne des toponymes associés aux Shasous. 

### Édom et «Séïr en terre de Shasou»
Pendant le règne de Séthi II, le papyrus Anastasi VI mentionne les Shasou d'Édom, que le pharaon Mérenptah autorise à séjourner en Égypte avec ses troupeaux,, :
« Nous avons fini de laisser les Shasous d'Édom passer la forteresse de Merneptah qui se trouve en Succoth (Tjeku), jusqu'aux piscines de Per-Atum de Merneptah en Succoth, pour les garder vivants eux et leur bétail, par la volonté du Pharaon, le long des noms des autres jours, dans lesquels le fort de Merenptah en Succoth fût passé (par de tels gens)… »
La Bible présente un parallèle tardif à cette histoire dans laquelle Hadad, roi d'Édom, reçoit un bon accueil en Égypte.
Séïr est citée dans plusieurs documents égyptiens en rapport direct avec les Shasou. Outre la liste d'Amarah dont l'entrée est « Séïr en terre de Shasou », un obélisque de Ramsès II parle de la « montagne de Séïr », le papyrus Harris I de l'époque de Ramsès III dit :
« J'ai détruit les gens de Séïr parmi les tribus de Shasous et j'ai pillé leurs tentes avec leurs gens, leurs biens ainsi que leurs troupeaux sans nombre… »
Séïr est un lieu important de l'histoire de la religion d'Israël. Dans la Bible, le mont Séïr est étroitement associé à Édom. Dans le livre des Nombres, Moïse appelle Édom « les frères d'Israël », faisant référence à une origine commune des deux peuples. Dans la Bible, le terme est compris à la fois comme un peuple et un nom de région.

### Les Shasou de YHWH

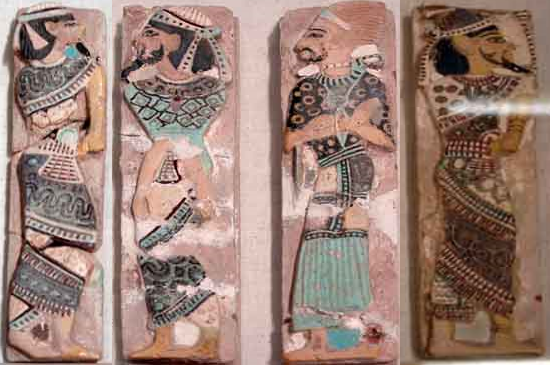
Tuiles égyptiennes figurant des prisonniers (chefs cananéens et shasous en captivité) de Ramsès III, 1189-1077 avant J.C. La plupart des archéologues considèrent les Hébreux comme des réfugiés cananéens locaux et peut-être des Shasous s'installant dans les collines. (Musée égyptien du Caire)

Plusieurs documents datant des XVIIe et XIXe dynasties font mention de Yhw des Shasou, dont la liste d'Amarah. 
L'expression semble se rapporter à un territoire où un culte pour YHWH existait au XIVe siècle avant notre ère. Pour l'historien Givéon, sa présence dans une liste de toponymes pourrait indiquer une ville avec un sanctuaire dans la région de Séïr, peut-être à l'origine beth-yhw,«  la maison de Yhw ». Ce terme semble déjà apparaître pendant la XIe dynastie égyptienne. 
Donald Redford estime qu'il s'agit d'un groupe qui adorait le dieu d'Israël, ce qui l'amène à parler d'Israël naissant à propos des Shasous. De même, Shmuel Ahituv parle des « adorateurs de Yaho, le dieu d'Israël ». Pour Thomas Römer, la rencontre entre Yahvé et Israël se situerait vers 1250-1200 av. J.-C. Les Shasou, qui vénèrent un dieu portant ce nom, auraient rencontré un autre groupe, du nom d'Israël, auquel ils ont fait connaître leur dieu, Yahvé.

### Laban des Shasou
Le toponyme « Laban des Shasou » apparaît dans la liste d'Amarah. Pendant la période byzantine, Libona fait partie d'une liste de garnison de la Notitia dignitatum. Il s'agit de l'actuel Khirbet el-Libben, au sud d'Amman (actuelle Jordanie), qui pourrait être la même ville.
Laban est cité dans le territoire d'Édom, dans le livre du Deutéronome, 1.1.

## Considérations parallèles

### Shasou, Shoutou, Soutou
Les Shoutou sont mentionnés en Transjordanie dans des textes d'exécration ; Albright les assimile aux « enfants de Seth » du Livre des Nombres, où « bene shet » est synonyme de Moab. D'après R. Givéon, le lien est crédible, du fait que ces deux entités occupent le même espace, la Transjordanie méridionale, même si elles sont très éloignées dans le temps. En revanche, il juge difficile le lien avec les Soutou des documents d'Amarna et de Mari, car les archives de Mari indiquent des lieux trop différents de ceux usuellement attribués aux Shasou.

### Shasou et Apirou
Ces deux groupes sont mentionnés dans la même liste de prisonniers du pharaon Amenhotep II. Les Égyptiens font donc à ce moment la différence entre ce que représentent ces deux termes, qui sont mentionnés tous deux sans le déterminatif de pays qui indique une région ou une ethnie. 
Les Apirou apparaissent également dans la campagne de Séthi Ier, qui les affronte à Megiddo.

## Archéologie
Il existe peu de traces archéologiques connues de Shasou ; il est difficile de trouver des indices laissés par des nomades. Cependant Thomas E. Levy leur attribue un cimetière dans le district de Faynan en Jordanie. Il s'agit de restes du début du Fer II, vers la fin du Xe siècle av. J.-C.